# Thrinchostoma undulatum
Thrinchostoma undulatum är en biart som beskrevs av Cockerell 1936. Thrinchostoma undulatum ingår i släktet Thrinchostoma och familjen vägbin. Inga underarter finns listade i Catalogue of Life.